# Sozionik (Informatik)
Der Begriff Sozionik ist eine Wortschöpfung aus Soziologie und Informatik. Die soziale und die technische Welt vermischen sich im 21. Jahrhundert zu einem neuen Forschungsgebiet, das von der Sozionik erforscht wird.

## Hybride Systeme
Ergebnis der interdisziplinären Forschungszusammenarbeit sind hybride Systeme, die aus sozialen "Akteuren" (Robotern) und Softwareagenten bestehen. Seit den 1990er Jahren wird die Modellierbarkeit von sozialen Verhaltensformen in künstlichen intelligenten Systemen angestrebt. Auf Grund der demografischen Entwicklung in den westlichen Ländern, aber auch in Staaten wie Südkorea oder Japan, wird zum Beispiel die Betreuung alter Menschen teilweise an Roboter übertragen. Um eine sichere Interaktion zwischen Mensch und Maschine zu gewährleisten, wurde es wichtig, diese Roboter so zu programmieren, dass sie den menschlichen Bedürfnissen gerecht werden können. 
Dabei werden die sozialen Verhaltensweisen in algorithmisierten Modellen formuliert. Das soziale Modell dient als Matrix zur Programmierung der verteilten künstlichen Intelligenz. Daraus entsteht schließlich eine "künstliche Sozialität". Je genauer die soziologische Feldforschung Aussagen über soziales Verhalten oder Kommunikationsregeln machen kann, desto besser können sie in der KI-Programmierung umgesetzt werden.